# Fibulotaeniella canadensis
Fibulotaeniella canadensis är en svampart som beskrevs av Marvanová & Bärl. 1988. Fibulotaeniella canadensis ingår i släktet Fibulotaeniella, klassen Agaricomycetes, divisionen basidiesvampar och riket svampar.   Inga underarter finns listade i Catalogue of Life.